# Йемайя
Йемайя, Йеманжа (Yemoja, Yemaja, Iemanjá, от йоруба Yeye omo eja — «Мать Рыб») — в мифологии йоруба богиня-мать, покровительница женщин, воплощение реки Огун. Впоследствии культ Йемайи прижился и широко распространился среди чернокожего населения Латинской Америки, слившись с католической традицией почитания Богоматери. Культ Йемайи занимает важное место во многих народных синкретических религиях Латинской Америки, таких как вуду, сантерия, умбанда и кандомбле.

## В мифологии йоруба
У йоруба Йемайя почиталась как богиня материнства, покровительница женщин, воплощение реки Огун. Её имя означает «Мать Рыб» или «Мать, чьи дети подобны рыбам», что намекает на плодородие богини, а также на её водную природу. Она — одна из ориша и сама является матерью многих ориша. Её родителями считаются Одудува и Обатала.

## Мифы, связанные с Йемайа

### Йемайа и Олокун
Согласно патаки Йемайа тесно связана с Олокун, оришей океанов. При сотворении мира Обатала пытался укрепить землю, но Олокун из-за своей неспокойной природы постоянно проглатывала её. Тогда Обатала предложил в качестве подарка Олокун свою золотую цепочку. Как только Обатала возложил цепочку на неё, Олокун оказалась связанной, но не крепко и погрузилась на дно океана. Из её волн океана, вызванных движениями связанной ориши, появилась Йемайа.

### Йемайа и Орула
Йемайа вышла замуж за Орула (или Орунмила), оришу оракула Ифа. Когда мужа не было дома, Йемайа пробовала использовать оракул и вскоре стала отличной прорицательницей. Однажды Орунмила вернулся домой раньше запланированного и застал Йемайа за своим оракулом. Согласно одной патаки, Орунмила крикнул ей «Остановись!», когда Йемайа была на 12 фигуре-оду Oturupọn. Таким образом легенды поясняют, почему адепты, не инициированные в бабалао, могут толковать только 12 фигур из 16. Согласно другой легенде, Орунмила так разозлился на свою жену, что решил найти другой способ гадания с помощью пальмовых орехов ikin и доски для гаданияopon-ifá, чтобы никто другой не мог по нему предсказывать.

## В афроамериканских верованиях
В Америке культ Йемайи получает широкое распространение среди потомков чернокожих рабов, слившись с образами Богоматери и местных языческих богинь, таких как Мами Вата («Матушка-вода»). Её почитают под многими именами и прозвищами, в их числе: «Русалка» (Mermaid), «Сирена» (La Sirène, LaSiren), «Звезда морей» (Stella Maris, изначально — эпитет Богоматери), «Мать Вода» (Madre Agua). В Салвадоре Йемайю чествуют в день Богоматери мореплавателей (Nossa Senhora dos Navegantes), в Бразилии — в канун Нового года. В дар ей приносят цветы, украшения, благовония, зажигают свечи.

### В Сантерии
Йемайа — одно из важнейших божеств в Сантерии, входит в число Семи африканских сил (Siete Potencias Africanas), группы центральных ориш.
Йемайа ассоциируется с определенным образом Девы Мари — Virgen de Regla, т. н. Чёрной Мадонной. На Кубе статуи Черной Мадонны одевают в сине-белые одежды, цвета Йемайа, и особо почитают в городе Регла.
В ежегодной праздничной процессии, посвященной Йемайа, принимает участие множество её поклонников и поклонниц, несущих на руках небольших куколок, наряженных в бело-синие одежды, символизирующих эту оришу. В подобные же одежды, называемые Ropa de santo, облачаются медиумы во время контакта с Йемайа.